# NGC 3583
NGC 3583 è una galassia a spirale barrata (SBb) situata prospetticamente nella costellazione dell'Orsa Maggiore, alla distanza di circa 93 milioni di anni luce dalla Terra. Ha un diametro di circa 80.000 anni luce.
La galassia è stata ripresa dal telescopio spaziale Hubble, tramite lo strumento Wide Field Camera 3 (WFC3), evidenziandone gli ampi bracci di spirale con la presenza di notevoli addensamenti di giovani stelle blu. Ai margini di NGC 3583 si intravede la galassia nana ellittica denominata SDSS J111415.42+481934.2 che solitamente è considerata una galassia compagna legata gravitazionalmente, anche se i pareri al riguardo sono discordi in quanto potrebbe trovarsi prospetticamente nella medesima regione di spazio ma ad una distanza significativamente maggiore. 
NGC 3583 ha ospitato due esplosioni di supernova conosciute, una il 13 novembre 1975 denominata SN 1975P ed una l'8 novembre 2015 denominata ASASSN-15so. Entrambe le supernove erano del tipo Ia.

Al centro della galassia è presente un buco nero supermassiccio di massa equivalente a circa 50 milioni di masse solari.

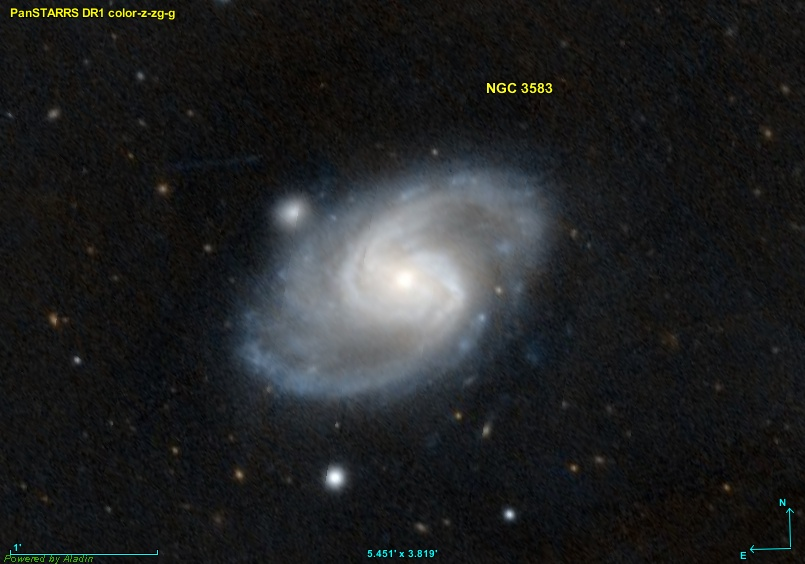
NGC 3583  (PanSTARRS DR1)
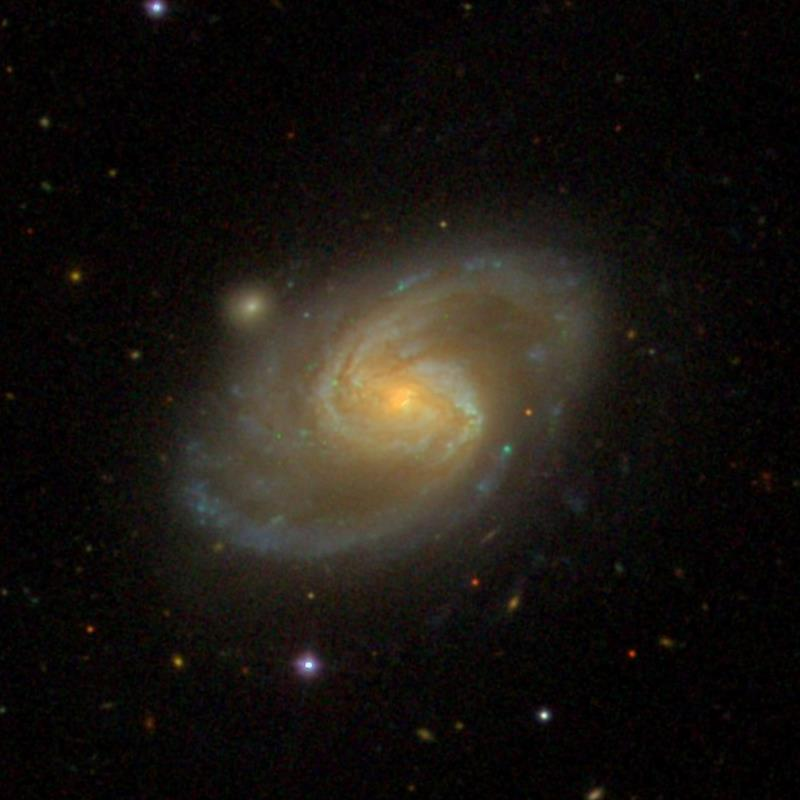
NGC 3583  (SDSS DR14)